# Коромысло беловолосое
Коромысло беловолосое, или короткобрюх луговой (лат. Brachytron pratense) — стрекоза из семейства коромысловых (Aeshnidae). Единственный представитель рода Brachytron Evans, 1845.

## Описание
Длина 54—63 мм, брюшко 38—40 мм, заднее крыло 34—37 мм. Глаза соприкасаются друг с другом на затылке. Пёстро окрашенная, крупная стрекоза. Тело покрыто густыми белыми волосками. Лоб с Т-образным чёрным пятном. Брюшко чёрно-бурое, у самца с синими, у самки с жёлтыми пятнами. Рисунок на брюшке состоит из ряда пятнышек. Грудь на верхней стороне коричнево-красного цвета, с двумя широкими зеленовато-жёлтыми продольными полосками. Бока груди зелёного окраса, с двумя косыми чёрными полосами. Ноги чёрного цвета. Птеростигма бурая, узкая и длинная. Анальный край заднего крыла имеет вырезку. У самцов глаза голубые, брюшко чёрное, с голубыми пятнами и узкими поперечными полосками зелёного цвета. Светлые доплечевые полосы прямые.
У самок глаза желтовато-коричневые, брюшко чёрно-бурое с многочисленными пятнами жёлтого цвета. Яйцеклад короткий, его задний конец не заходит за конец последнего сегмента брюшка. Светлые доплечевые полосы неполные и короткие.

## Ареал
Еврокавказский вид.
Европа, Европейская часть России, кроме севера, Южный Урал, Турция, Грузия, Армения, Передняя Азия, северный Иран.
На Украине вид распространён на большей части страны, но в Черновицкой, Одесской, Днепропетровской, Запорожской и Донецкой областях не отмечен. Преимущественно редкий вид, в некоторых местах обычный.

## Биология
Время лёта середины мая по конец августа. Предпочитает разнообразные крупные и мелкие болотистые, стоячие либо медленно текущие водоёмы с обязательным наличием богатой растительности или тростника и камыша, низинные болота. Строго привязан к водоёмам, в лес и на открытые пространства стрекозы не разлетаются. Стрекозы могут встречаться также вдоль мелиоративных каналов и медленно текущих рек. Самцы летают низко над водой. Самки после спаривания откладывают яйца на водные растения, гораздо реже — во влажную почву и ил возле или на кромке воды. Личинки вырастают длиной до 45 мм, живут в воде. Стадия личинки, в зависимости от климатических условий и обилия пищи, длится 1—4 года.

## Охрана
Вид включён в Красную книгу Беларуси (III категория). Редок на всей территории республики. Основные факторы угрозы заключаются в том, что вид приурочен к местам обитания, которые находятся под угрозой антропогенного уничтожения (низинные болота, пойменные луга).